# Еміль Кост
Еміль Кост (фр. Émile Coste; 2 лютого 1862, Тулон — 7 липня 1927, Тулон) — французький фехтувальник, чемпіон літніх Олімпійських ігор 1900.
На Іграх 1900 в Парижі Кост брав участь тільки в змаганні на рапірах. Пройшовши через перший раунд і чвертьфінал і вигравши півфінал і фінал, він став чемпіоном Олімпійських ігор і отримав золоту медаль.